# Тор (зенитный ракетный комплекс)
«Тор» (индекс ГРАУ — 9К330, по классификации МО США и NATO — SA-15 Gauntlet («Латная рукавица»)) — советский и российский зенитный ракетный комплекс (ЗРК) малой дальности для решения задач противовоздушной и противоракетной обороны на уровне дивизионного звена.
Система «Тор» предназначена для прикрытия важных административных, экономических и военных объектов, первых эшелонов сухопутных соединений от ударов противорадиолокационных и крылатых ракет, дистанционно пилотируемых летательных аппаратов, планирующих авиабомб, самолётов и вертолётов, в том числе и выполненных по технологии «стелс». Может работать как в ручном, с участием операторов, так и в автоматическом режиме. При этом система «Тор» сама контролирует обозначенное воздушное пространство и самостоятельно захватывает все воздушные цели, не опознанные системой «свой-чужой».
Последняя усовершенствованная модификация системы, поставляемая в войска с 2016 года — ЗРК «Тор-М2».

## История создания
Работы по созданию дивизионного автономного самоходного ЗРК «Тор» начались в НИЭМИ в соответствии с Постановлением ЦК КПСС и СМ СССР, от 4 февраля 1975 года. Научно-исследовательская работа (НИР) по заданной тематике исследований носила кодовое название «Тор» (заказ 038). Ответственным исполнителем от головной организации был назначен И. М. Дризе. В 1975 году было выдано тактико-техническое задание, а в 1976 году — защищён эскизно-технический проект. Главный конструктор ЗРС «Тор» — В. П. Ефремов. Комплекс принят на вооружение 19 марта 1986 года.
Задействованные структуры
В разработке и производстве комплексов «Тор» были задействованы следующие структуры:
- Комплекс в целом — Научно-исследовательский электромеханический институт, Москва (разработка)[1]; Машиностроительный завод имени М. И. Калинина, Свердловск, Свердловская обл. (производство)[3], Марийский машиностроительный завод, Йошкар-Ола, Марийская АССР (производство)[4];
- Боевая машина — Ижевский электромеханический завод, Ижевск, Удмуртская Республика (производство)[5];
- Ракета — МКБ «Факел», Химки, Московская обл. (разработка)[6];
- Бортовая аппаратура ракет — Ижевский электромеханический завод, Ижевск, Удмуртская Республика (производство)[7];
- Пусковая установка и транспортно-заряжающая машина — Государственное конструкторское бюро компрессорного машиностроения, Свердловск, Свердловская обл. (разработка)[8];
- Гусеничное шасси — Мытищинский машиностроительный завод, Мытищи, Московская обл. (производство)[9];
- Приводы — ВНИИ «Сигнал», Ковров, Владимирская обл. (разработка); Люберецкий завод сельскохозяйственного машиностроения им. А. В. Ухтомского, Люберцы, Московская обл. (производство)[10];
- Системы ближней локации — Научно-исследовательский институт электронных приборов, Новосибирск, Новосибирская обл. (разработка)[11];
- Работы по монтажу, настройке, проведению испытаний и вводу в эксплуатацию стационарных объектов для полигонных испытаний комплекса — Строительно-монтажное управление № 304, Кунцево, Московская обл. (строительство)[12];
- Гусеничный тягач — Минский тракторный завод, Минск, Белорусская ССР (разработка/производство)[13].

## Описание конструкции
Основным режимом работы комплекса «Тор» является отдельная работа каждой батареи, однако имеется и режим централизованного управления начальником ПВО дивизии или командира зенитно-ракетного полка. Вероятность поражения одной ракетой цели типа «самолёт» составляет от 0,3 до 0,77, вертолёты поражаются с вероятностью 0,5—0,88, беспилотные летательные аппараты — 0,85—0,95. Обеспечивает защиту от целей, перемещающихся на скоростях до 700 м/с, на удалённости от 0,5 до 12 км и на высотах от 10 м до 6 км. Зона поражения неманеврирующих целей, летящих со скоростью более 300 м/с составляет: по дальности — не менее 15000 м; по высоте — до 12000 м. Перевод из походного в боевое положение занимает до 3 минут. Время реакции комплекса — при работе на стоянке составляет 5-10 секунд, в зависимости от курса полёта цели и увеличивается при работе на ходу на 2-3 с, необходимые для остановки боевой машины.

## Состав

### Боевая машина 9А330
Основной единицей комплекса «Тор» является боевая машина. В состав боевой машины входят станция обнаружения целей, средства опознавания и сопровождения воздушных целей, станция наведения, ЭВМ, боекомплект готовых к пуску ЗУР, пусковая установка, и прочая аппаратура (стартовая автоматика, система топопривязки и навигации, газотурбинный энергоагрегат для автономного электропитания, система жизнеобеспечения, рабочие места боевого расчёта). Всё оборудование боевой машины устанавливается на гусеничное шасси «Объект 355», унифицированное с шасси боевой машины 2С6 ЗПРК 2К22 «Тунгуска». На боевой машине размещено 8 ЗУР 9М330. Старт ракет осуществляется вертикально по аналогии с ЗРС С-300 для защиты от климатических факторов, а также от воздействия осколков бомб и снарядов. Стал первой системой ближнего боя в мире, имеющей вертикальный старт.

### Станция обнаружения целей (СОЦ)
Когерентно-импульсная радиолокационная станция кругового обзора решает задачи обнаружения воздушных целей и выдаёт их координаты местонахождения. Станция оборудована системой опознавания «свой-чужой». Работает в сантиметровом диапазоне волн с частотным управлением по углу места лучом. Одновременно может производиться обзор угла места сразу тремя лучами, очерёдность устанавливается с помощью ЭВМ. Каждый луч имеет ширину 4° по углу места и 1,5° по азимуту. Один луч способен перекрыть сектор в 32° по углу места. В основном режиме темп просмотра зоны обнаружения составляет три секунды, при этом нижняя часть зоны сканируется два раза. Дополнительно, имеется режим обзора тремя лучами с темпом в 1 секунду. Отметки с координатами обнаруженных целей завязываются в трассы. Всего станция обнаружения целей может завязать 10 трасс по 24 обнаруженным целям.
Количество одновременно обрабатываемых СОЦ целей максимально может достигать 48. Цели с векторами скорости, номерами трасс, степенью опасности и номером луча, в котором находится цель, отображаются на индикаторе командира боевой машины. При наличии сильных пассивных помех имеется возможность бланкирования проблемного участка обзора и ввода в ЭВМ координат цели с помощью ручного наложения маркера и ручного съёма координат. Максимальные ошибки при определении координат не превышают половину разрешающей способности станции обнаружения целей. Разрешающая способность: не хуже 1,5—2° по азимуту, 4° — по углу места и 200 метров — по дальности. Вероятность обнаружения самолёта типа F-15 на высоте от 30 до 6000 метров и дальности 25—27 км составляет 80 %. Беспилотные летательные аппараты обнаруживаются на дальности от 9 до 15 км с вероятностью 70 %. Вертолёты, находящиеся на земле, с включёнными винтами на дальности 6—7 км могут быть обнаружены с вероятностью 40—70 %, зависшие в воздухе на расстоянии 13—20 км — 60-80 %, при осуществлении подскока на высоту 20 м при дальности 12 км — не ниже 60 %. Для своевременного обнаружения целей используется защита от противорадиолокационных ракет.

### Станция наведения (СН)
Когерентно-импульсная радиолокационная станция предназначена для обнаружения и автосопровождения одной цели по трём координатам с помощью моноимпульсного метода и наведения одной или двух ракет на цель после запуска. Работает в сантиметровом диапазоне волн. Радиокомандная система наведения (РЛС) эффективно применяется для всех типов целей, при этом для каждой цели система задаёт оптимальную траекторию поражения. Конструкция РЛС представляет собой малоэлементную фазированную антенную решётку, способную формировать луч шириной 1° по углу места и азимуту. Станция наведения обеспечивает электронное сканирование и поиск цели в секторе 3° по азимуту и 7° по углу места. Через единый передатчик антенной решётки осуществляется передача на борт команд наведения, кроме того, осуществляется одновременное определение координат цели и наводимых на неё ракет. Среднеквадратическая ошибка при сопровождении ЗУР не превышает 2,5 метра, при автосопровождении истребителей — не более 7 метров по дальности и 30 м/с по скорости. Разрешающая способность: не хуже 1° по азимуту и углу места, 100 метров — по дальности.

### Зенитная управляемая ракета 9М330
В пусковом контейнере боевой машины располагаются зенитные управляемые ракеты 9М330. Антенное и пусковое устройства составляют единую конструкцию, вращающуюся относительно вертикальной оси. ЗУР 9М330 выполнена по конструктивной схеме «утка». Во время старта ракеты выбрасываются катапультным устройством из пускового контейнера со скоростью 25 м/с, затем раскрываются складные крылья. Для склонения ракеты на заданный угол у основания аэродинамического руля установлен специальный газогенератор. В зависимости от необходимого поворота руля перекрываются газоходы, ведущие к соплам. На высоте 16—21 м включается двигатель и через 1,5 км ракета набирает скорость 700—800 м/с. На дальности 250 метров включается режим командного наведения. В зависимости от скорости сближения с целью в целях оптимального уничтожения со станции наведения на борт ЗУР передаются значения задержки взрывателя. При действии на малых высотах имеется возможность селекции поверхности и срабатывания взрывателя при контакте с самой целью. В ракете используется твердотопливный ракетный двигатель.

## Модификации

### ЗК95 «Кинжал»
Морская версия комплекса «Тор» с ракетой 9М330-2 (по классификации НАТО — SA-N-9).

### 9К331 «Тор-М1»
Одновременно с принятием на вооружение комплекса «Тор» были начаты работы по его дальнейшей модернизации. Испытания новой модификации под обозначением 9К331 были начаты в марте 1989 года и завершились в декабре этого же года. В 1991 году комплекс был принят на вооружение. Результатом модернизации стал ввод второго целевого канала, в ракете 9М331 использована более эффективная боевая часть, зона поражения низколетящих целей была увеличена, появилась возможность сопряжения с унифицированным батарейным командным пунктом 9С737 «Ранжир». Вероятность поражения одной ракетой цели типа F-15 составляет от 26 до 75 %, вероятность поражения крылатых ракет ALCM от 45 % до 99 %, вертолёты «ХьюКобра» сбиваются с вероятностью от 50 до 98 %. Зона поражения при двухканальном режиме осталась на уровне ЗРК «Тор» за счёт снижения времени реакции до 7,4 сек. во время стрельбы на позиции и до 9,7 с во время стрельбы с короткой остановки.
Существенные изменения претерпела аппаратура боевой машины. Расчёт машины был уменьшен до трёх человек (командир, оператор, механик-водитель). Для введения второго целевого канала установлена двухпроцессорная вычислительная система с повышенной производительностью и расширенным функциональным контролем. Станция обнаружения имеет трёхканальную цифровую систему обработки сигналов для более эффективной защиты от помех. Для защиты от ложных меток внедрён специальный алгоритм. Используется новый усилитель, обеспечивающий более высокую чувствительность. Количество обнаруживаемых и распознаваемых целей было увеличено до 48. Для повышения точности сопровождения цели станции наведения в телевизионно-оптическом визире по углу места добавлен автомат сопровождения цели. Для сопряжения с УБКП 9С737 «Ранжир» установлены дополнительные радиостанции и аппаратура передачи данных.
Новые ракеты 9М331 способны выдерживать перегрузки до 30 g и поражать цели маневрирующие с перегрузками до 12 g. Ракеты размещены в четырёхместных транспортно-пусковых контейнерах 9Я281 вместо пусковой установки. ТПК выполнены из алюминиевых сплавов. Масса ТПК с ЗУР и катапультными установками составляет 936 кг. Транспортно-пусковые контейнеры могут быть соединены в пакеты и перевозиться с помощью транспортной машины 9Т244.
На базе боевой машины 9А331 была разработана боевая машина 9А331-1, в которой базовое шасси ГМ-355 было заменено на шасси ГМ-5955, производства Мытищинского машиностроительного завода.
Экспортная цена 1 боевой машины составляла в 2005 году около 25 млн. $.
«Тор-М1Т»
Модификация базового варианта ЗРС «Тор-М1» для обороны малоподвижных войсковых объектов, командных пунктов, защиты транспортных коммуникаций, важных промышленных и гражданских объектов. Боевая единица ЗРС «Тор-М1Т» может изготавливаться в трёх вариантах: колёсный (аппаратная кабина размещается на автомобиле, антенно-пусковой пост — на прицепе); прицепной (на двух прицепах); стационарный (контейнер-кабина и прицеп). Благодаря использованию общей радиотехнической аппаратуры, боевые средства систем «Тор-М1» и «Тор-М1Т» имеют одинаковые основные тактико-технические характеристики (кроме мобильности).

#### «Тор-М1ТА»
Модификация комплекса 9К331 с размещением на колёсной базе. Аппаратная кабина размещена на автомобиле Урал-5323, антенно-пусковой пост размещается на полуприцепе ЧМЗАП 8335.

#### «Тор-М1Б»
Буксируемая модификация комплекса 9К331. Всё оборудование размещается на колёсных полуприцепах.

#### «Тор-М1ТС»
Стационарный вариант комплекса 9К331.

#### «Тор-М1-2У»
Модернизированный комплекс «Тор-М1-2У» предназначен для замены комплексов «Оса», «Тор» и «Тор-М1». Первая партия комплексов поступила в Южный военный округ в ноябре 2012 года. В декабре 2012 года с АО «Ижевский электромеханический завод „Купол“» был заключён новый контракт на сумму 5,7 млрд руб. в рамках ГОЗ-2013. В рамках контракта к декабрю 2013 года в российские войска должны поступить: 12 боевых машин 9А331МУ, три машины технического обслуживания 9В887М2У, одна машина технического обслуживания 9В887-1М2У, машина ЗИП 9Ф339-1М2У, по шесть транспортно заряжающих машин 9Т244-1 и 9Т245-1, один комплект наземного оборудования 9Ф116. Кроме того, контракт предусматривает поставку совместно с комплексом машин управления: по одной машине 9С931 и 9С931-1, три машины 9С932-1. Срок поставки — декабрь 2013 года.

### 9К332 ЗРК «Тор-М2»
Зенитный ракетный комплекс (ЗРК) «Тор-М2» малой дальности предназначен для поражения самолётов, вертолётов, крылатых, противорадиолокационных и других управляемых ракет, планирующих и управляемых авиабомб и беспилотных летательных аппаратов в пределах зоны поражения комплекса в условиях интенсивного огневого и радио-оптико-электронного противодействия в любых метеоусловиях днём и ночью.
Боевая машина (БМ) «Тор-М2» является всепогодным автономным мобильным боевым средством, имеющим высокую проходимость, повышенную огневую мощь и эффективную помехозащищённость, малое время приведения в боевую готовность, малое время реакции от момента обнаружения цели до пуска ракеты, высокую вероятность поражения целей, летящих в зоне поражения в широком интервале возможных скоростей и высот полёта. Модернизированный локатор способен эффективно обнаруживать, в том числе, летательные аппараты, созданные с применением средств снижения радиолокационной заметности.
Главной отличительной особенностью комплекса является возможность вести огонь на ходу без остановок — защита техники на марше. По сравнению с предыдущими версиями ЗРК, у нового комплекса вдвое увеличен боекомплект (до 16 ракет), а ракеты 9М338К обладают расширенной зоной поражения и повышенной точностью стрельбы. По словам Главкома Сухопутных войск РФ генерала О. Л. Салюкова, «Тор-М2» является наиболее эффективным средством борьбы с тактическими БПЛА противника. Для удешевления средств поражения БПЛА в настоящее время разрабатываются малые зенитные ракеты для этого ЗРК, предназначенные исключительно для борьбы с БПЛА.
Дивизионный комплекс ЗРК «Тор-М2» включает три огневые батареи (суммарно 12 боевых машин). В состав комплекса входят:
1. Боевая машина 9А331М2. Предназначена для поиска, обнаружения, определения государственной принадлежности и сопровождения пилотируемых и беспилотных аэродинамических средств воздушного нападения, а также для наведения и пуска зенитных управляемых ракет на сопровождаемые цели. Габаритные размеры БМ: длина — 8,9 м; ширина — 3,5 м; высота — 5,3 м в боевом положении и 3,6 м в походном положении. На боевой машине размещён боекомплект ЗУР 9М338К. Масса укомплектованной боевой машины — не более 37000 кг.
Количество трасс целей, передаваемых с боевой машины на батарейный командный пункт — до 10 от «базовой» БМ. Старт ракет производится вертикально. Время развёртывания из походного положения в боевое — 3 минуты (без учёта времени расчехления). Боевая машина развивает скорость движения по дорогам с твёрдым покрытием до 65 км/ч; по пересечённой местности до 15 км/ч. Минимальный радиус поворота — 2,3 м. Время обзора пространства в секторе (при скорости вращения 1 об/сек) — 3 секунды.
2. Станция обнаружения целей (СОЦ) с наземным радиолокационным запросчиком (НРЗ) и системой стабилизации антенны. Способна обрабатывать до 48 целей одновременно. Зона обнаружения СОЦ по дальности — 32 км; по азимуту — 360 градусов. Выходная импульсная мощность передающего устройства СОЦ — 17-60 кВт.
3. Станция наведения с дублирующим электронно-оптическим визиром с телевизионным и тепловизионным каналами. Выходная импульсная мощность передающего устройства СН — 7,5-27,5 кВт. Секторы сканирования антенного луча по цели: 3x3; 7x3; 7x7 градусов в режиме автозахвата и 30х30 градусов в режиме сопровождения целей.
Зенитная управляемая ракета (ЗУР) 9М338К. В составе ЗРК предназначена для поражения пилотируемых и беспилотных целей, высокоточного оружия на средних, малых и предельно малых высотах. Боекомплект ЗРК составляет 16 ЗУР. Дальность поражения до 12 км, высотный диапазон до 10 км.
Ракета выполнена по нормальной бескрылой аэродинамической схеме с четырьмя крестообразно расположенными рулями и стабилизаторами. При размещении ракеты в ТПК рули и стабилизаторы находятся в сложенном положении. Выход ракеты из ТПК и склонение в направление к цели осуществляются под действием газогенераторов, расположенных в хвостовой части. Управляемый полёт ракеты к цели обеспечивается инерциальной системой управления, блоком радиоуправления и визирования. Заряжание боевой машины производится модулями по восемь ЗУР, по четыре ЗУР или одиночными ЗУР. Два модуля (16 ЗУР) могут быть объединены в транспортный комплект без применения дополнительных средств. Максимальная скорость полёта ракеты — 1000 м/с. Масса ЗУР с ТПК — 163±2 кг. Длина транспорно-пускового контейнера (ТПК) — 2,9 м. Диаметр ТПК — 0,24 м.
- Тор-М2 (9К332) — видна новая антенна обнаружителя
- ЗРК Тор-М2К (9К332МК) на МАКС-2009, новое шасси
- Макет ЗРК Тор-М2К на МАКС-2009, хорошо видны открытые ракетные шахты
- ЗРК Тор-М2 на учениях в Забайкалье
- Загрузка транспортно-пускового контейнера (ТПК) в Тор-М2 538-го гв. зрп. 26 июня 2021.

«Тор-М2Э» (9К332МЭ) — зенитный ракетный комплекс с боевой машиной на гусеничном шасси. В состав боевых средств комплекса входят: боевая машина 9А331МЭ, зенитный ракетный модуль 9М334 с четырьмя зенитными управляемыми ракетами 9М331.
«Тор-М2К» (9К332МК) — зенитный ракетный комплекс с боевой машиной на колёсном шасси. Шасси разработано белорусским предприятием «Минский завод колёсных тягачей». В состав боевых средств комплекса входят: боевая машина 9А331МК, два зенитных ракетных модуля 9М334 с восемью зенитными управляемыми ракетами 9М331 управляемых по четырём каналам.
«Тор-М2ДТ» (9K331МДТ) — арктический вариант ЗРК с боевой машиной на базе двухзвенного гусеничного транспортёра ДТ-30. Впервые представлен был широкой публике на военном параде Победы на Красной площади 9 мая 2017 г.. Первые 12 серийных ЗРК «Тор-М2ДТ» Минобороны получило в ноябре 2018 года.
Переобучение военнослужащих отдельной мотострелковой бригады Северного флота на «Тор-М2ДТ» начато в учебном центре войск противовоздушной обороны в Ейске с января 2019 года.
- Зона поражения:
  - по дальности: от 1 до 16 км[39].
  - по высоте: от 0,01 до 10 км[34].
- Время реакции 4,8 с.
- Макс. скорость поражаемых целей 1000 м/с.
- Количество одновременно обстреливаемых целей: 4.
- Максимальная перегрузка ракеты: 30 g.
- Скорость полёта ЗУР: 1000 м/с.
- Минимальная ЭПР цели: 0,05 м²[40].
- Система наведения: помехозащищённая радиокомандная.
- Число целевых каналов: 4 канала.
- Число ЗУР на боевой машине: 16 ракет 9М338[24][29][41].
- Год разработки: 2008.
- Экипаж: 3 чел.
- Запас хода 500 км[42].

#### Тор-М2КМ (9К331МКМ)
В модульном исполнении, отличается от базовой версии отсутствием шасси, автономен, не требует подключения к стороннему источнику питания. В состав боевых средств комплекса входит: автономный боевой модуль 9А331МК-1 и зенитный ракетный модуль 9М334 с четырьмя зенитными управляемыми ракетами 9М331. На МАКС-2013 был представлен на шасси индийского автомобиля TATA. Экспортная цена 1 комплекса, по состоянию на 2020 год, составляла около 50-60 млн. $.
В 2016 году проведены испытания по использованию «Тор-М2КМ» на надводных кораблях. Модуль был закреплён на вертолётной площадке корабля пр 11356 «Адмирал Григорович» и произвёл пуски по имитаторам ракет; испытания признаны успешными.

### HQ-17
HQ-17 зенитный ракетный комплекс китайского производства, разработанный на базе российского комплекса ПВО «Тор-М1».
Основное отличие китайской версии ЗРК заключается в установке новой радиолокационной станции и системы подавления помех.

## На вооружении

### Действующие
- Армения — 4 «Тор-М2КМ», по состоянию на 2023 год, поставлены из РФ в 2019 году.[46]
- Беларусь — 21 единица 9K332 Тор-M2E, по состоянию на 2023 год[47].
- Греция:
  - Сухопутные войска Греции — 21 единица 9К331 «Тор-М1» по состоянию на 2024 год[48].
  - ВВС Греции — 4 единицы 9К331 «Тор-М1» по состоянию на 2024 год[49].
- Египет — 10 единиц 9К331М «Тор-М1» и 10 9К331МЕ «Тор-М2Е», по состоянию на 2023 год.[50]
- Иран — 29 единиц 9К331 «Тор-М1», по состоянию на 2023 год.[51]
- Китай — 24 единицы 9К331 «Тор-М1», по состоянию на 2023 год.[52] Также 200 HQ-17 и 50 HQ-17A (местные копии «Тора»), по состоянию на 2023 год.[52]
- Кипр — 6 единиц 9К331 «Тор-М1» по состоянию на 2024 год[53]. Греция передала Кипру Тор-М1 в обмен на размещение на греческом острове Крит киприотских ЗРК С-300ПМУ1[54].
- Россия — более 120 единиц 9К331, 9К332, Тор-М/М1/М2/М2У и 9 единиц Тор-М2ДТ по состоянию на 2024 год[55].
- Украина — 6 единиц 9К330 «Тор-М» по состоянию на 2024 год[56], были представлены на параде 24 августа 2018 в Киеве[57].
- Казахстан — одна батарея поставлена на дежурство в начале 2023 года. Планируется развернуть дивизион[58]. Соглашение о поставках Тор-М2К было заключено в июне 2021 года[59]. Впервые Тор-М2К были задействованы на военных учениях в сентябре 2023 года[60]

### Небоевые операторы
- США — как минимум, одна машина была продемонстрирована журналистам во время учений «Рэд Флаг» на Аляске, на авиабазе Эйелсон, 21 апреля 2011 года.

### Бывшие
- Венесуэла
  - Сухопутные войска Венесуэлы — 8 единиц 9К331 «Тор-М1», по состоянию на 2012 год[61].
  - Войска ПВО Венесуэлы — 4 единицы 9К331 «Тор-М1», по состоянию на 2012 год[62].
- Грузия[63]
- СССР

## Боевое применение
- 17 августа 2010 года иранские средства ПВО сбили в районе Бушерской АЭС истребитель собственных иранских ВВС F-4 «Phantom». Как сообщило близкое к разведывательным кругам израильское агентство Debka, самолёт по неизвестным причинам вошёл в 20-километровую запретную зону вокруг АЭС. Пилоту и штурману удалось катапультироваться[64].
- Тор-М1 использовался пророссийскими сепаратистами в Войне в Донбассе[65]. По состоянию на 2014 год на вооружении состояла как минимум одна боевая машина управляемая сепаратистами или российскими военными[66]. Ежегодник The Military Balance отмечает наличие на вооружении сепаратистов Тор-М2 с 2017 года[67]
- 8 января 2020 года авиалайнер Boeing 737-800 NG авиакомпании «Международные авиалинии Украины» (МАУ) выполнявший международный рейс PS752 по маршруту Тегеран — Киев, после вылета из Тегерана потерпел катастрофу. При этом погибли все находившиеся на его борту 176 человек — 167 пассажиров и 9 членов экипажа. Через несколько дней иранские власти заявили, что самолёт был случайно сбит из зенитного ракетного комплекса ПВО Ирана. По предварительным выводам расследования, использовался комплекс «Tор-M1» российского производства[68][69][70].
- Тор-М2КМ использовался армянской стороной во время боёв в Нагорном Карабахе, расчётами ЗРК было уничтожено более 60 воздушных целей, в том числе шесть Bayraktar TB2 азербайджанской стороны[71][72].
- 9 ноября 2020 года ударный БПЛА Harop армии Азербайджана, в тандеме с Bayraktar TB2, выследили и уничтожили запаркованный в гараже ЗРК «Тор-М2КМ» армянской стороны[72].
- Военная операция России в Сирии. Тор-М2 применялся для обороны российской авиабазы Хмеймим.
- Используется российской стороной в ходе вторжения России на Украину. Зафиксировано уничтожение Тор с БПЛА Bayraktar TB2[73], как минимум 2 единицы было уничтожено в ходе атаки ВСУ на остров Змеиный[74], некоторое количество «Тор-М1» было брошено и захвачено украинской стороной в ходе контрнаступления[75][76]. 17 июня 2022 года ракетами «Гарпун» был поражен российский буксир «Василий Бех», имевший «Тор-М2КМ» на борту[77]. Как минимум два «Тор-М2» были уничтожены спецназом СБУ барражирующими боеприпасами RAM II[78]. По состоянию на середину сентября 2022 года, украинской стороной захвачено не менее четырёх «Тор» различных модификаций[76].

## Галерея
- ЗРК 9К330 Тор на III Международном салоне вооружения и военной техники МВСВ-2008